# Батноров
Батноров (монг. Батноров) — сомон аймака Хэнтий в восточной части Монголии. Численность населения по данным 2010 года составила 2 693 человек.
Центр сомона — посёлок Дунд-бурд, расположенный в 105 километрах от административного центра аймака — города Ундерхаан и в 436 километрах от столицы страны — Улан-Батора.

## География
Сомон расположен в восточной части Монголии. Граничит с соседними сомонами Баян-Адарга, Баян-Овоо, Баянхутаг, Биндэр, Норовлин и Хэрлэн. На территории Батнорова располагаются горы Улзийсайхан, Дэлгэрхаан, Цагаанчулуут, Дэлгэр-Улзийт, Хухчулуут, Их Мянган Модот, протекают реки Хэрлэн, Урт, Эхэт.
Из полезных ископаемых в сомоне встречаются цветные металлы и плавиковый шпат.

## Климат
Климат резко континентальный. Средняя температура января -20-25 градусов, июля +16-20 градусов. Ежегодная норма осадков 200-300 мм.

## Фауна
Животный мир Батнорова представлен лисами, песцами, тарбаганами.

## Инфраструктура
В сомоне есть школа, больница, торговые и обслуживающие учреждения.